# Metoda historii form
Metoda historii form (niem. formgeschichtliche Methode, skrót FG) – jedna z metod badawczych współczesnej biblistyki. Celem metody jest określenie prehistorii biblijnych tekstów (przede wszystkim Ewangelii), tzn. ich postaci w okresie ustnego przekazu, kiedy to treści były przekazywane w prostych formach literackich. 
Kolejne etapy badania historii form to:
1. podzielenie badanego tekstu na mniejsze jednostki literackie
2. określenie tzw. Sitz im Leben, czyli środowiska życiowego - zespołu potrzeb kultowo-katechetyczno-dydaktycznych, w którzy żył twórca tekstu biblijnego
3. zdefiniowanie gatunku literackiego, który odpowiada badanej jednostce tekstu.

W badaniach wykorzystywane są osiągnięcia socjologii i historii religii.
Twórcą metody historii form był protestancki teolog Hermann Gunkel, który na początku XX wieku zastosował ją do badań nad tekstami Starego Testamentu, głównie Księgą Rodzaju i Psalmów. 
W literaturze przedmiotu występują różne nazwy tej metody: 
- Formgeschichte (historia form),
- Formgeschichtliche Schule (szkoła historii form),
- metoda historyczno-morfologiczna lub w skrócie morfokrytyka.

## Metoda historii form a geneza Ewangelii
W XX wieku najczęściej stosowano FG do badania genezy Ewangelii synoptycznych. Metoda traktowana była jako wyjście z impasu, w który popadła tzw. hipoteza dwóch źródeł. Źródła ewangelistów oraz źródło Q, do których bibliści dotarli w wyniku analiz literackich nie mogły wyjaśnić wszystkich wątpliwości. W szczególności nieznana pozostawała historia przekazu Ewangelii - od czasu Jezusa do chwili spisania Ewangelii. Metoda historii form proponowała więc dotarcie do procesu formowania się Ewangelii. 
Główne tezy FG w odniesieniu do Ewangelii:
1. Ewangelie synoptyczne nie są utworami jednolitymi, mają charakter kompozycji złożonych z mniejszych jednostek. Przed spisaniem Ewangelii przekazywane były tylko te małe jednostki, a nie całość.
2. Te małe jednostki tematyczne należą do odrębnych gatunków literackich, których powstanie jest wynikiem oddziaływania Sitz im Leben.
3. Ewangeliści niemal mechanicznie zgromadzili dostępne odizolowane jednostki, przy czym Łukasz i Mateusz korzystali także z większego zbioru logiów, tzw. Źródło Q.
4. Ewangelie nie są obiektywnym i historycznym obrazem życia Jezusa, a wyrazem wiary społeczności wczesnochrześcijańskiej w Jezusa jako Zbawiciela.

Metoda historii form była jedną z podstaw, aby niektórzy teolodzy (np. Rudolf Bultmann) podali w wątpliwość historyczną wartość Ewangelii. Mimo tego, FG została przyjęta zarówno przez biblistów protestanckich i katolickich. Papież Pius XII w encyklice Divino afflante Spiritu (1943) zachęcał do studiowania gatunków literackich, co - z pewnymi zastrzeżeniami - potwierdziła instrukcja Papieskiej Komisji Biblijnej, O historycznej prawdzie Ewangelii:
Ani jej przesady czy złe zastosowania, ani pewien rodzaj niepewności towarzyszący jej zwłaszcza w początkach nie stwarza racji do odrzucenia metody jako takiej.
Krytyka zastosowania metody w określaniu genezy Ewangelii skupia się w trzech obszarach:
1. Aprioryczne traktowanie Ewangelii jako ahistorycznych i będących wyłącznie wyrazem subiektywnych przekonań gminy chrześcijańskiej. Krytycy nadmiernego użycia FG podkreślają, że bez wiedzy o "Jezusie historii" niemożliwy byłby do odczytania obraz "Chrystusa wiary".
2. Minimalizowanie roli ewangelistów i niedowartościowanie roli naocznych świadków
3. Wyolbrzymianie roli tzw. wiary wielkanocnej - w świetle której cały kerygmat wczesnych chrześcijan miałby się skupiać na stwierdzeniu, że Jezus umarł i zmartwychwstał dla naszego zbawienia. [2]

Według Rudolfa Pescha, jednego z XX-wiecznych egzegetów: 
Naukowy obraz dzisiejszej biblistyki staro- i nowotestamentalnej jest wyznaczany w znacznej mierze przez badania morfokrytyków dwudziestego wieku.